# Convocações para a Copa Ouro da CONCACAF de 2019
Esta página apresenta os jogadores convocados para a Copa Ouro da CONCACAF de 2019. A lista final contendo os 23 jogadores convocados precisa ser entregue até junho de 2019. A lista oficial foi publicada pela CONCACAF em 20 de maio, e três dos convocados precisam ser goleiros.

## Grupo A

### Canadá
Treinador:  John Herdman
Convocação anunciada em 30 de maio de 2019.

### Cuba
Treinador:  Raúl Mederos
Convocação anunciada em 7 de junho de 2019. O capitão Yordan Santa Cruz não viajou com a delegação, mas permaneceu na lista oficial, enquanto o zagueiro Yasmany López abandonou a seleção após a derrota por 7 a 0 para o México. Outros 3 jogadores desertaram após o jogo contra Martinica (Daniel Luis Sáez, Reynaldo Pérez e Luismel Morris).

### Martinica
Treinador:  Mario Bocaly
Convocação anunciada em 7 de junho de 2019.

### México
Treinador:  Gerardo Martino
Convocação anunciada em 5 de junho de 2019. Em 14 de junho, Uriel Antuna foi convocado para substituir Jorge Sánchez, cortado por lesão.

## Grupo B

### Bermudas
Treinador:  Kyle Lightbourne
Convocação anunciada em 31 de maio de 2019.

### Costa Rica
Treinador:  Gustavo Matosas
Convocação anunciada em 5 de junho de 2019

### Haiti
Treinador:  Marc Collat
Convocação anunciada em 23 de maio de 2019.

### Nicarágua
Treinador:  Henry Duarte
Convocação anunciada em 3 de junho de 2019. Após o jogo frente à Costa Rica, que venceu por 4 a 0, Carlos Montenegro, Marlon López e Carlos Chavarría foram afastados após o envolvimento dos 3 jogadores com garotas de programa.

## Grupo C

### Curaçao
Treinador:  Remko Bicentini
Convocação anunciada em 7 de junho de 2019. Gervane Kastaneer foi substituído por Kenji Gorre.

### El Salvador
Treinador:  Carlos de los Cobos
Convocação anunciada em 28 de maio de 2019.

### Honduras
Treinador:  Fabián Coito
Convocação anunciada em 6 de junho de 2019. Em 10 de junho, Andy Najar foi cortado por lesão e substituído por José Reyes.

### Jamaica
Treinador:  Theodore Whitmore
Convocação anunciada em 7 de junho de 2019.

## Grupo D

### Estados Unidos
Treinador:  Gregg Berhalter
Convocação anunciada em 5 de junho de 2019. Tyler Adams e Duane Holmes foram cortados por lesão e substituídos, respectivamente, por Reggie Cannon e Djordje Mihailovic.

### Guiana
Treinador:  Michael Johnson
Convocação anunciada em 30 de maio de 2019. Em 13 de junho, Brandon Beresford foi convocado para substituir Warren Creavalle.

### Panamá
Treinador:  Julio César Dely Valdés
Convocação anunciada em 4 de junho de 2019.

### Trinidad e Tobago
Treinador:  Dennis Lawrence
Convocação anunciada em 5 de junho de 2019.

## Estatísticas
- Jogador mais velho: Álvaro Saborío (atacante da Costa Rica), com 37 anos e 82 dias
- Jogador mais novo: Karel Espino (volante de Cuba), com 17 anos e 231 dias
- Goleiro mais velho: Justo Lorente (Nicarágua), com 35 anos e 108 dias
- Goleiro mais novo: Josué Duverger (Haiti), com 19 anos e 41 dias
- Capitão mais velho: Maynor Figueroa (zagueiro de Honduras), com 36 anos e 44 dias
- Capitão mais novo: Yordan Santa Cruz (meia-atacante de Cuba), com 25 anos e 251 dias
- Jogador com mais convocações (até o primeiro jogo): Andrés Guardado (meio-campista do México), com 154 partidas
- Maior artilheiro (até o primeiro jogo): Jozy Altidore (atacante dos Estados Unidos), com 41 gols
- País com mais jogadores convocados: Estados Unidos (68 jogadores)
- Clube com mais jogadores convocados: Alianza (7 jogadores)